# نواه بوشامب
نواه بوشامب (بالإنجليزية: Noah Beauchamp)‏ هو حدّاد أمريكي، ولد في 24 فبراير 1785 في ماريلند في الولايات المتحدة، وتوفي في 30 ديسمبر 1842 في Rockville, Indiana ‏ في الولايات المتحدة بسبب شنق.